# Caye Bugle
La Caye Bugle est une petite caye située au large de Placencia dans le district de Stann Creek au Belize.
Elle fait partie d'une multitude de cayes et récifs du groupe Placencia Cayes  de la Barrière de corail du Belize. Elle se situe au sud-ouest du groupe proche du littoral, à environ 5 km de Placencia.